# Avipoxvirus
Genre
Avipoxvirus est un genre de virus de la famille des Poxviridae, responsable de maladies chez plus de 200 espèces appartenant à 23 ordres d'oiseaux, regroupées sous le nom de variole aviaire.
Les avipoxvirus possèdent un génome d'ADN linéaire double-brin variant de 230 kbp (230 000 paires de bases) à plus de 300 kbp.

## Épidémiologie
Les avipoxvirus contaminent par pénétration dans une brèche cutanée (le plus souvent suite à piqûre d'un arthropode) ou par contact avec une muqueuse. La variole aviaire se présente sous trois types :
- cutanée ou « sèche », se manifestant par des lésions cutanées prolifératives allant de petits nodules à de grosses tumeurs ;
- diphtérique ou « humide », se manifestant par des papules enflammées sur les muqueuses ;
- septicémique, plus rare, se manifestant par des dyspnées soudaines.

## Espèces
Le genre inclut douze espèces qui peuvent se regrouper en trois clades : 
- les fowlpox-like virus (FWPV-like, clade A),
- les canarypox-like virus (CNPV-like, clade B),
- les psittacinepox-like virus (PSPV-like, clade C).